# Il terrorista
Il terrorista è un film del 1963, diretto da Gianfranco de Bosio ed interpretato, fra gli altri, da Gian Maria Volonté, Philippe Leroy e Raffaella Carrà. Il regista si rifà alla sua esperienza nella Resistenza veneta, alla quale ha partecipato a Padova nella squadra di Otello Pighin, nome di battaglia "Renato", medaglia d'oro al valor militare.
Il film è stato restaurato in digitale 4k nel mese di febbraio 2024 ad opera della distributrice francese Lyre con la collaborazione della distributrice italiana Titanus ed il contributo del Comitato Nazionale per le celebrazioni del centenario della nascita del regista Gianfranco de Bosio, istituito dal Ministro della Cultura Gennaro Sangiuliano (decreto 17/2024).

## Trama
Nel 1943, a Venezia, l'ingegnere Renato Braschi costituisce un GAP; ad aiutarlo c'è anche un prete. Il CLN lo invita alla prudenza, ma egli insiste costringendo anche i componenti del CLN a fuggire. La squadra viene disarticolata con l'arresto di uno dei componenti ed il ritiro degli altri.

## Distribuzione
Il film metteva in luce, per la prima volta nella cinematografia sulla Resistenza italiana, i contrasti tra la linea terroristica dei GAP e quella "attendista" dei partiti moderati del CLN e incontrò per questo delle difficoltà politiche nella distribuzione.

## La critica
(Gianni Rondolino nel Catalogo Bolaffi del cinema italiano 1956/1965.)
Gianni Volpi ricorda che De Bosio è stato un regista teatrale con al suo attivo, oltre a Il terrorista, soltanto un altro film realizzato, ben ventun anni dopo. Il critico sottolinea «l'influenza della lezione didattica di Brecht, ma è in una chiave alla Camus che egli guarda il nodo della violenza individuale: da uomo in rivolta».
Il 27 novembre 2024 il film esce nelle sale cinematografiche francesi e Cahiers du cinéma vi dedica una pagina individuando, quale sostanza soggetto, la rete di resistenza senza celebrazioni che si ferma prima della caduta definitiva del fascismo. Per il personaggio interpretato da Volonté, Théo Esparon cita L'Homme qui marche di Giacometti, una scultura coeva alla realizzazione del film. Una marcia che impone la direzione, l'arresto e il proseguimento, il ritmo e la velocità, chiude il film e la sua struttura. Il marciare del terrorista è prima di tutto questo: restare in piedi, marciare per rendersi da qualche parte, e non arrendersi.

## Incasso
Incasso accertato a tutto il 30 giugno 1965 Lit. 41.549.208

## Riconoscimenti
- 1963 - Mostra internazionale d'arte cinematografica
  - Premio della critica SNGCI